# Doomsday Machine (película)
Doomsday Machine, también conocida como Escape from Planet Earth por ser el título usado al publicarla en video, es una película de ciencia ficción de producción binacional entre Estados Unidos y Hong Kong.

## Trama
Un espía descubre que el gobierno chino ha creado un dispositivo capaz de destruir la Tierra. Poco después, Astra – una misión conjunta ruso-estadounidense a Venus – tiene la mitad de su tripulación reemplazada por mujeres poco antes de despegar. Después de dejar la Tierra, los siete tripulantes de Astra deducen que han sido reunidos para poder reiniciar la raza humana en caso de que los chinos activen su dispositivo. Poco después de esto, el dispositivo se activa y la Tierra es destruida.
En la medida que Astra continúa a Venus, la tripulación se da cuenta de que un aterrizaje seguro en Venus no es posible a menos que la tripulación sea reducida a tres. Uno de los miembros de la tripulación trata de violar a otra, durante el incidente la víctima del ataque accidentalmente logra abrir una compuerta al espacio exterior y hace que ambos sean expulsados al vacío.
Dos tripulantes más – un astronauta estadounidense y una rusa – se pierden cuando se dirigen a reparar una falla. Al estar en eso ellos notan otra nave espacial cercana y saltan a ella. Esta nave resulta ser una nave soviética perdida. Aunque su piloto está muerto, los astronautas logran hacer funcionar a la nave. Antes de que las dos naves se pueden reunir, el contacto con Astra se pierde. Una voz incorpórea, diciendo que es la consciencia colectiva de la población de Venus suena de improviso. La voz informa a los sobrevivientes en la nave rusa que el Astra no existe más, y que no se permitirá a los humanos llegar a Venus. También entrega un críptico mensaje acerca de una vida más allá del universo, antes de que la película termine abruptamente.

## Errores de producción
La producción de Doomsday Machine comenzó en 1969, pero la película no fue completada hasta 1972. Pobres estándares de producción hicieron de esta película un caso para bromas acerca de cine malo. El excesivo uso de tomas de archivo es dolorosamente obvia, incluyendo metraje real de cohetes de la NASA (malamente degradados), tomas de efectos especiales recopiladas desde Los magos de Marte (en inglés: The Wizard of Mars) (1965), Gorath (1962) y otras muchas otras disparatadas fuentes, llevan a numerosos errores de continuidad. Entre los errores persistentes está la apariencia externa de la nave Astra, que inexplicablemente cambia a través de toda la película. El dolorosamente prolongado último segmento de la historia – con los astronautas estadounidense y ruso abordando la nave rusa abandonada – fue filmado obviamente después de haber terminado la fotografía principal en forma incompleta, y sin participación de ninguno de los actores originales. Ellos permanecen en sus trajes espaciales, que son notablemente diferentes de los vistos en las escenas inmediatamente anteriores y cuyos cascos misteriosamente se volvieron opacos, ocultando sus caras, sus voces son completamente diferentes de las escuchadas en el resto de la película, la astronauta rusa incluso ya no tiene acento.

## En la cultura popular
- La película es la segunda despedida en la serie Cinematic Titanic.